# Regla de la Guerra

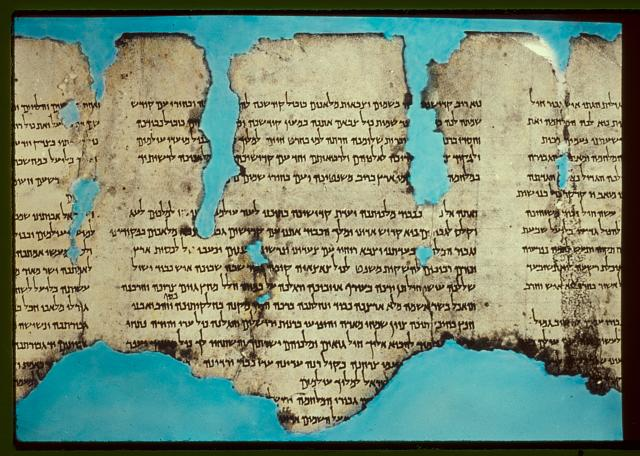
1QM: El manuscrito encontrado en Qumrán Cueva 1 que contiene la Regla de la Guerra.

La Regla de la Guerra, conocida también como el Rollo de la Guerra, la Guerra de los hijos de luz contra los hijos de las tinieblas o, en hebreo, milḥamá, es un documento hallado entre los Rollos del Mar Muerto en el que se expone la estrategia y organización de cierta guerra. 

## Fecha de composición
Se han propuesto dos períodos como los más probables para composición de este documento: el período seléucida y el período romano. Las propuestas referentes al período seléucida van desde los principios de la Revuelta de los Macabeos (165/164 a. C.), pasando por el ápice del poder militar de Jonatán (143 a. C.), hasta el reinado de Juan Hircano (135-104 a. C.). Por otro lado, los estudiosos que creen que el rollo fue compuesto durante el período romano proponen una fecha entre mediados del siglo I a. C. y la primera década del siglo I d. C. La descripción que la Regla de la Guerra hace del armamento y técnica militares, llevó a Yigael Yadin a poner la composición del rollo en una fecha entre la captura de Jerusalén por Pompeyo (65 a. C.) y la muerte de Herodes (4 a. C.) Russell Gmirkin discrepa del análisis de Yadin y asigna el armamento descrito en la Regla al siglo II a. C.

## Autor
No se puede identificar con exactitud el autor exacto del texto. La unidad y coherencia del manuscrito ha llevado a algunos autores, como Jean Carmignac y Yigael Yadin, a pensar que el documento fue escrito o por lo menos compilado por un solo autor. Sin embargo, actualmente la mayoría de estudiosos piensa que es un documento compilado por un escriba a partir de muchos otros documentos.

## Género literario
En tiempos recientes el género de la Regla ha sido descrito como literatura apocalíptica, aunque algunos comentaristas sostienen que se trata de un texto de liturgia sectaria o un tratado de táctica militar. Jean Duhaime considera que probablemente se ha de clasificar como una "regla", del mismo género de la Regla de la Comunidad, que desarrolló la secta de los qumramitas.

## Transmisión
El texto mejor conservado de la Regla de la Guerra se conserva en el rollo 1QM, de finales del s. I a. C. El rollo mide unos 3 metros, y contiene 18 columnas  y restos de una decimonovena. Además, dos fragmentos del manuscrito 1Q33 pertenecen seguramente al mismo texto. En este rollo falta el final de la composición (que por estar en la parte exterior del rollo se perdió), así como la última o últimas líneas de cada columna.
Otra colección de textos relacionados con la guerra es 4Q491 (parte de 4QM), también de finales del s. I.C. Estos manuscritos, muy fragmentarios, contienen textos muy semejantes a 1QM y otros que no hallaban paralelo. En un principio el editor (M. Baillet) pensó que se trataba de un resumen de 1QM con añadidos. Sin embargo, el hecho de que a menudo, cuando hay textos paralelos, los de 4QM son más extensos y detallados que los de 1QM, por lo que hoy en día se descarta la idea de que sean un resumen, y se supone, más bien, que 4QM conserva una obra anterior y distinta a 1QM, en la que posiblemente este último tendría una relación de fuente remota.
4Q492 es un también de finales del s. I a. C. y contiene solo una pequeña porción de texto que contiene parte de un poema contenido en 1QM (col IX, 1-8). También 4Q494, de inicios del s. I d. C. contiene un pequeño fragmento de 1QM (comienzo de la col. II). Sin embargo estos manuscritos, así como 4Q495 y 4Q496, aportan poco al estudio del documento porque son demasiado fragmentarios.

## Publicación
El primer manuscrito, y más extenso, se hallaba la cueva 1 de Qumrán, y fue adquirido por la Universidad Hebrea de Jerusalén. Fue publicado póstumamente por Eleazar Sukenik en 1955. Este manuscrito se conoce como 1a Regla de la Guerra o 1QM (por el nombre hebreo "milḥamá", es decir, "guerra"). J. T. Milik publicó el mismo año el fragmento 1Q33, que posiblemente pertenecía al mismo manuscrito. Por su parte, Maurice Baillet, en el volumen 7 de Discoveries in the Judaean Desert, publicó los manuscritos hallados en la cueva 4 (4Q491-497)

## Contenidos

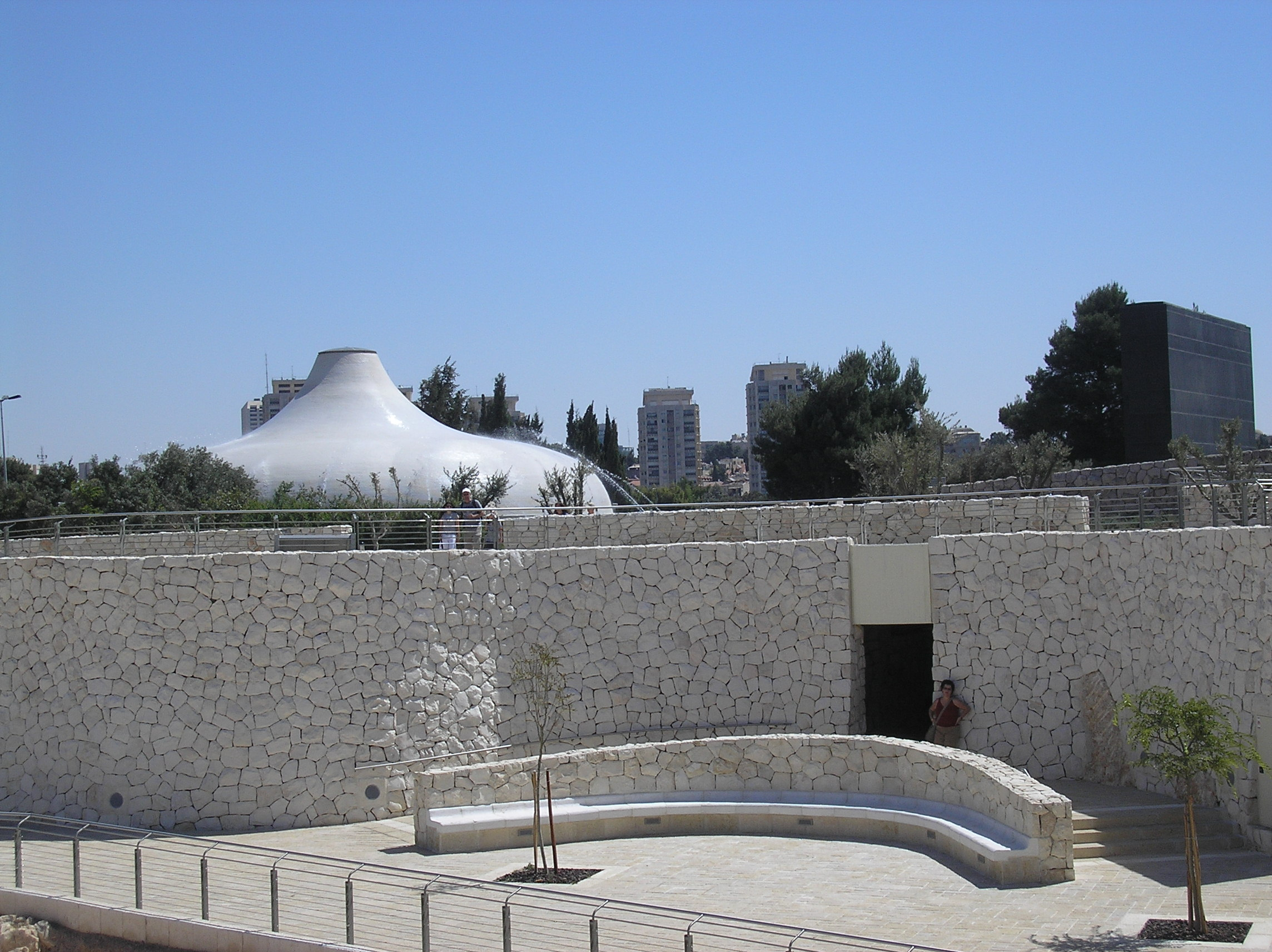
El Santuario del Libro, una sección del Museo de Israel en Jerusalén, simboliza una de las vasijas que contenía los rollos. Además, el artista se inspiró en la Regla de la Guerra al construir la cúpula en blanco (los hijos de la luz) y la pared de basalto negro (los hijos de las tinieblas

## Relaciones con otros rollos del Mar Muerto
En la Regla de la Comunidad (1QS) se encuentra el tema de la oposición binaria entre luz y tinieblas. Ambos incluyen liturgias dualistas de bendición y maldición. La "congregación de Israel" en su organización dentro 1QM puede compararse con la Regla de la Congregación (1QSa), cuando se describe como habiendo sido rota en miles, centenares, cincuentenas y decenas, así como cuando enumera los límites de edad para ciertos tipos de servicio dentro de rangos.

## Otras lecturas
- - Camm, Howard.  "A Critical and Exegetical Commentary on Daniel 12" Durham University, 1991.
  - Collins, John Joseph. 1998. The Apocalyptic Imagination: An Introduction to Jewish Apocalyptic Literature. Grand Rapids, Mich: William B. Eerdmans.
  - Duhaime, Jean. 2004. The War Texts: 1QM and Related Manuscripts. T & T Clark International, London.
  - Schultz, Brian. Conquering the World: the War Scroll (1QM) Reconsidered. Leiden & Boston: Brill, 2009
  - Segal, Alan F. 1986. Rebecca's Children: Judaism and Christianity in the Roman World. Cambridge, Mass: Harvard University Press.
  - Wise, Michael, Martin Abegg Jr., & Edward Cook. 1996. The Dead Sea Scrolls: A New Translation. Harper. San Francisco.
  - Yadin, Yigael.  “The Scroll of the War of the Sons of Light against the Sons of Darkness.”  Translated by B. and C.  Rabin.   Oxford, 1962.
  - Parker, Jim. "The War Scroll: Genre & Origin." Memphis, Tn: Borderstone Press, 2012.